# Begonia kouytcheouensis
Espèce
Begonia kouytcheouensis est une espèce de plantes de la famille des Begoniaceae.
Elle a été décrite en 1925 par André Guillaumin (1885-1974).